# Una rosa blu Tour
Una rosa blu Tour o Gira Una rosa blu fue la tercer gira musical de la cantante mexicana Gloria Trevi, la cual inicio el 15 de febrero de 2008 en el Gibson Amphitheatre de Los Ángeles, California.

## Escenario
En esta ocasión el escenario aunque parecido al que había utilizado desde sus conciertos al salir de la cárcel, le agregó unas escaleras a mitad del fondo del escenario, en las cuales cantaba varias de sus canciones.

## Recepción
Los países que el tour Rosa Blu visitó fueron los siguientes:
- Estados Unidos (2008, 2009, 2010)
- México (2007, 2008, 2009, 2010)
- Guatemala (2009)
- Costa Rica (2007 promoción) (en 2009 estaba programado un concierto, mismo que fue cancelado)
- Venezuela (2007),(2010)
- Puerto Rico (2007, 2008 promoción)
- España (2008, 2009)
- Tenerife ( 2008, participación en el Carnaval de las Palmas de Gran Canaria)

## Lista de canciones
| Setlist 1 |
| --- |
| - Psicofonia - La pasabas Bien conmigo - Zapatos viejos - Inmaculada - Dr. psiquiatra - Con los Ojos Cerrados - En medio de la Tempestad - La Papa Sin Catsup - La papa sin catsup - Me siento tan sola - Nieve de mamey - Sufran con lo que yo gozo - 5 Minutos - El recuento de los Daños - Pruebamelo - Pelo Suelto - Todos me Miran - Mañana |

| Setlist 2 |
| --- |
| - Doctor Psiquiatra - Pelo suelto - ¿Qué voy a hacer sin él? - Pruebamelo - Zapatos viejos - Mañana - Psicofonía - El favor de la soledad - En medio de la tempestad - Que Emane - Con los ojos cerrados - los borregos - Lo que una chica por amor es capaz - La papa sin cátsup - Una rosa Blu - Lloran mis muñecas - Como si fuera la primera vez - El recuento de los daños - Tu ángel de la guarda - Todos me miran - Cinco minutos |

## Fechas
| 15 de febrero de 2008    | Los Ángeles         | Estados Unidos | Gibson Amphitheatre                 |
| 18 de febrero de 2008    | La Paz              | México         | Explanada del Malecón               |
| 15 de marzo de 2008      | Cuernavaca          | México         | Palenque de la Feria                |
| 12 de abril de 2008      | Altamira            | México         | Feliz día de las Madres             |
| 25 de abril de 2008      | Zapopan             | México         | Palenque Zapopum - Calle 2          |
| 27 de abril de 2008      | Aguascalientes      | México         | Palenque Sol                        |
| 3 de mayo de 2008        | Mexicali            | México         | Foro PromoCasa                      |
| 16 de mayo de 2008       | Ciudad Juárez       | México         | Palenque Monterrey                  |
| 29 de mayo de 2008       | Monterrey           | México         | Palenque Monterrey                  |
| 31 de mayo de 2008       | Mérida              | México         | Plaza de Toros                      |
| 14 de junio de 2008      | Cabazon             | Estados Unidos | Morongo Casino Resort & Spa         |
| 3 de julio de 2008       | Cosoleacaque        | México         | No se sabe...                       |
| 18 de julio de 2008      | Querétaro           | México         | Auditorio Josefa Ortiz de Domínguez |
| 3 de agosto de 2008      | Ensenada            | México         | no se sabe...                       |
| 16 de agosto de 2008     | Reynosa             | México         | Palenque de reynosa                 |
| 5 de septiembre de 2008  | Cadereyta           | México         | No se sabe...                       |
| 4 de octubre de 2008     | Monterrey           | México         | Arena Monterrey                     |
| 17 de octubre de 2008    | Pachuca             | México         | Palenque de pachuca                 |
| 25 de octubre de 2008    | Chihuahua           | México         | Palenque de expogan                 |
| 31 de octubre de 2008    | Veracruz            | México         | Auditorio benito Juárez             |
| 15 de noviembre de 2008  | Ciudad Victoria     | México         | Palenque ciudad victoria            |
| 26 de noviembre de 2008  | Ciudad de México    | México         | Auditorio Nacional                  |
| 11 de diciembre de 2008  | Querétaro           | México         | Palenque de Querétaro               |
| 20 de diciembre de 2008  | Cancún              | México         | Feria navideña                      |
| 21 de diciembre de 2008  | Celaya              | México         | Palenque de celaya                  |
| 12 de enero de 2009      | León                | México         | Palenque de León                    |
| 6 de febrero de 2009     | Acapulco            | México         | no se sabe...                       |
| 15 de febrero de 2009    | Houston             | Estados Unidos | Arena Theatre                       |
| 23 de febrero de 2009    | Mazatlán            | México         | Estadio Teodoro Mariscal            |
| 24 de febrero de 2009    | Iguala              | México         | Palenque de Iguala                  |
| 26 de febrero de 2009    | Ciudad Obregón      | México         | Palenque de Cd. Obregón             |
| 28 de febrero de 2009    | Hermosillo          | México         | Expoforum                           |
| 6 de marzo de 2009       | Laredo              | Estados Unidos | Laredo Energy Arena                 |
| Centro América           |                     |                |                                     |
| 12 de marzo de 2009      | Ciudad de Guatemala | Guatemala      | Tikal Futura                        |
| Norte América            |                     |                |                                     |
| 21 de marzo de 2009      | Irapuato            | México         | Palenque de Irapuato                |
| 27 de marzo de 2009      | Los Ángeles         | Estados Unidos | Gibson Amphitheatre                 |
| 16 de abril de 2009      | Cuernavaca          | México         | Palenque de la Feria                |
| 24 de abril de 2009      | Michoacán           | México         | Plaza de toros                      |
| 14 de mayo de 2009       | Guadalupe           | México         | Palenque de expo                    |
| 22 de mayo de 2009       | Metepec             | México         | Feria san isidro                    |
| 23 de mayo de 2009       | Phoenix             | Estados Unidos | Celebrity Theatre                   |
| 26 de mayo de 2009       | Coatepec            | México         | Teatro del pueblo                   |
| 30 de mayo de 2009       | Monterrey           | México         | Palenque de monterrey               |
| 6 de junio de 2009       | Gómez palacio       | México         | Palenque Gómez Palacio              |
| 19 de junio de 2009      | Zapopan             | México         | Auditorio TELMEX                    |
| 26 de junio de 2009      | Mexicali            | México         | Palenque de mexicali                |
| 27 de junio de 2009      | Tijuana             | México         | Plaza monumental                    |
| Europa                   |                     |                |                                     |
| 4 de julio de 2009       | Madrid              | España         | Plaza de Chueca                     |
| Norte América            |                     |                |                                     |
| 23 de julio de 2009      | Reynosa             | México         | Palenque de reynosa                 |
| 25 de julio de 2009      | Stockton            | Estados Unidos | no se sabe...                       |
| 30 de julio de 2009      | Los Ángeles         | Estados Unidos | House of Blues                      |
| 15 de agosto de 2009     | Ciudad de México    | México         | Auditorio Nacional                  |
| 22 de agosto de 2009     | Cuernavaca          | México         | Auditorio bereka                    |
| 14 de septiembre de 2009 | Dolores Hidalgo     | México         | Teatro del pueblo                   |
| 15 de septiembre de 2009 | Oaxtepec            | México         | no se sabe...                       |
| 19 de septiembre de 2009 | Nuevo Laredo        | México         | Palenque de la expomex              |
| 24 de septiembre de 2009 | Dallas              | Estados Unidos | Farwest disco                       |
| 25 de septiembre de 2009 | Houston             | Estados Unidos | Arena Theatre                       |
| 4 de octubre de 2009     | Mexicali            | México         | Palenque de mexicali                |
| 9 de octubre de 2009     | Ciudad de México    | México         | Auditorio Nacional                  |
| 10 de octubre de 2009    | Guadalajara         | México         | Palenque de guadalajara             |
| 16 de octubre de 2009    | Monterrey           | México         | Arena Monterrey                     |
| 4 de noviembre de 2009   | Guadalajara         | México         | Auditorio Benito Juárez             |
| 6 de noviembre de 2009   | Colima              | México         | Palenque de la feria                |
| 8 de noviembre de 2009   | Hidalgo             | Estados Unidos | Dodge Arena                         |
| 20 de noviembre de 2009  | Cancún              | México         | Plaza de toros                      |
| 23 de noviembre de 2009  | Yucatán             | México         | Palenque de xmatkuil                |
| 11 de diciembre de 2009  | Querétaro           | México         | Palenque de Querétaro               |
| 14 de febrero de 2010    | Chicago             | Estados Unidos | Congress Theater                    |
| Latino América           |                     |                |                                     |
| 15 de febrero de 2010    | Barquisimeto        | Venezuela      | Avenida Venezuela                   |
| Norte América            |                     |                |                                     |
| 20 de marzo de 2010      | Tempoal             | México         | No se sabe...                       |
| 23 de abril de 2010      | Guadalupe           | México         | Palenque expo                       |
| 8 de mayo de 2010        | Los Ángeles         | Estados Unidos | Nokia Theatre L.A. Live             |

Notas
1. ↑  Carnaval La Paz
2. ↑  Feria de la Primavera
3. ↑  Zapo¡Pum!
4. ↑  Feria Nacional de San Marcos
5. ↑  Carnaval Internacional de Barquisimeto

- Datos: Q16644210

1. ↑  https://hbtl.wordpress.com/2008/04/16/mexicali-se-soltara-el-pelo/